# Comburent

Símbol de perillositat O, indicant la presència de comburents

Es denomina comburent la substància que participa en la combustió. El comburent oxida el combustible i aquest redueix el comburent. Així doncs, el comburent és l'agent oxidant (es redueix) mentre que el combustible és el reductor (s'oxida). Un comburent típic és l'aire o l'oxigen contingut en aquest, de totes maneres també té altres compostos químics que poden obrar com a comburents com és el cas del fluor (F₂) o en menor mesura el clor (Cl₂). Aquest terme s'usa per extensió a qualsevol mitjà en el qual és possible la ignició o combustió, essent un dels costats del diagrama d'Ostwald.
Com per exemple: Pólvora dins d'un cartutx, fluor...

## Oxigen
El comburent per antonomàsia és l'oxigen, sovint es troba en l'aire amb una concentració percentual en volum aproximada del 21%. Tots els comburents tenen en la seva composició oxigen disponible, ja sigui en forma d'oxigen molecular (O₂), com a ozó (O₃) o diversos òxids (KNO₃) o oxoàcids que cedeixen l'oxigen en el moment de la combustió. Perquè es produeixi la combustió és necessària la presència d'una proporció mínima d'oxigen, que per regla general va de 5% fins a 15%.
En situacions on no existeix oxigen atmosfèric, o on es desitja una combustió forta i molt energètica, es pot usar oxigen gasós o líquid, com és en el cas dels coets usats en els transbordadors especials, o bé diversos tipus de comburents compostos. Per exemple en la combustió de la pólvora dins d'un cartutx, l'oxigen és aportat per una sal d'un oxoàcid, tal com el nitrat de potassi o el clorat potassi. I en entrar en contacte amb altres originen una reacció fortament exotèrmica.

## Propietats del comburent
Per a les combustions controlades i tan completes com sigui possible és necessari tenir en compte diferents variables que entre en la combustió, així doncs cal definir prèviament alguns conceptes relacionats amb el comburent, suposant que aquest és l'oxigen de l'aire:
Aire teòric o requerit: és la quantitat d'aire que conté l'oxigen teòric.
Oxigen teòric: són els mols (procés intermitent) o la velocitat del flux molar (procés continu) d'oxigen que es necessiten per a efectuar la combustió completa del combustible en el reactor, suposant que tot el carboni del combustible s'oxida per a formar CO₂ i H₂O.
Excés d'aire: és la quantitat d'aire en excés respecte al teòric o requerit para una combustió completa.
Per al seu càlcul es poden utilitzar les següents expressions:
% d'excés d'aire = (O₂ que entra al procés - O₂ requerit) / O₂ requerit x 100
% d'excés d'aire = O₂ d'excés / (O₂ d'entrada - O₂ d'excés) x 100

Pels càlculs d'aire teòric i aire en excés cal tenir clar els següents conceptes:
a) L'aire teòric requerit per a cremar una certa quantitat de combustible no depèn de la quantitat que realment es crema. El combustible pot reaccionar parcialment i pot cremar-se parcialment per formar CO i CO₂ però l'aire teòric és aquell que es requeriria per a reaccionar amb tot el combustible per formar només CO₂.
b) La valor del percentatge d'aire en excés depèn només de l'aire teòric i de la velocitat d'alimentació d'aire i no de quant O₂ es consumeix en el reactor.